# Luitpoldstraße 13 (Weißenburg)

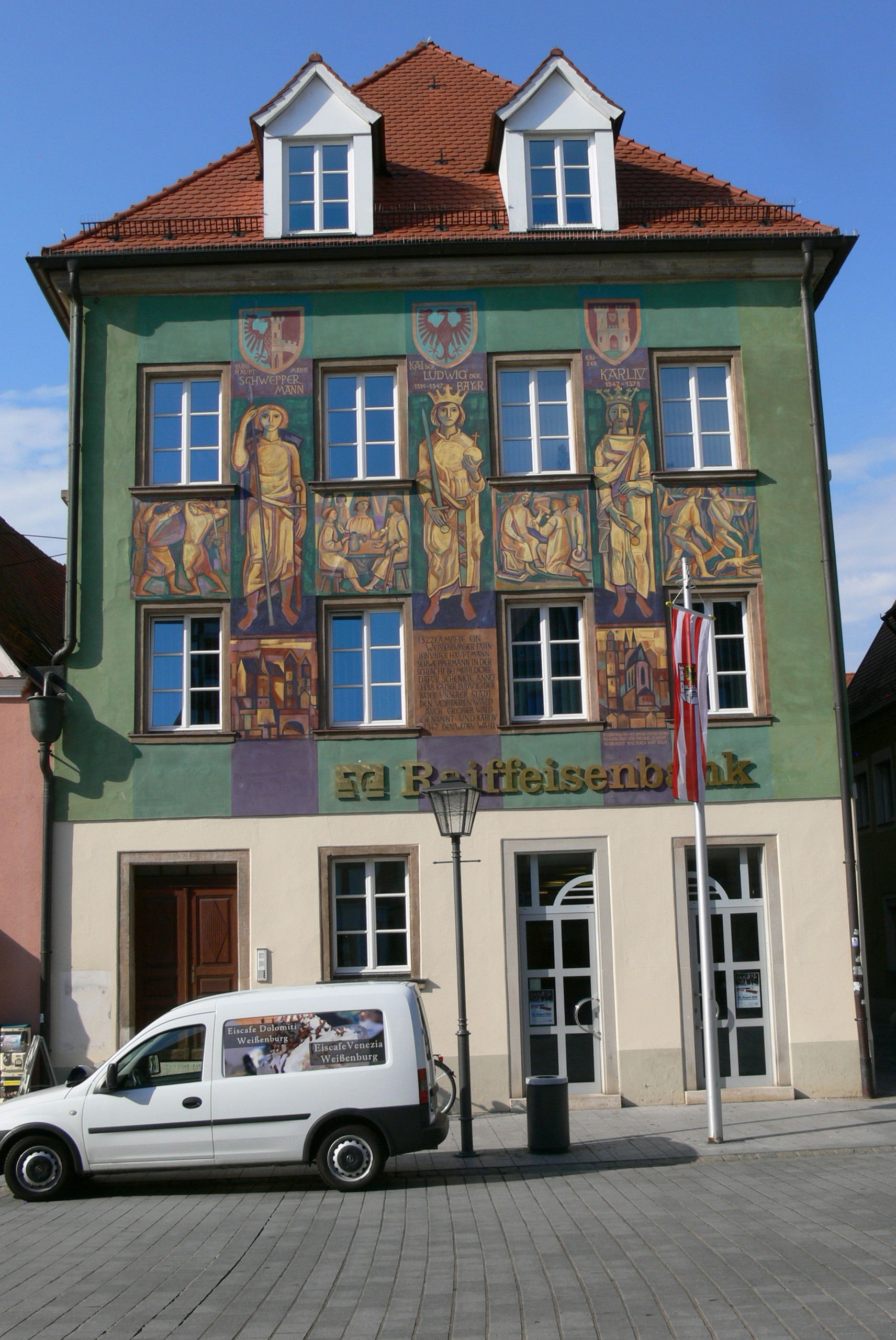
Haus Luitpoldstraße 13 in Weißenburg, Bild aufgenommen 2011

Das Haus Luitpoldstraße 13 ist ein Gebäude in der denkmalgeschützten Altstadt von Weißenburg in Bayern, einer Großen Kreisstadt im mittelfränkischen Landkreis Weißenburg-Gunzenhausen. Das Gebäude ist unter der Denkmalnummer D-5-77-177-243 als Baudenkmal in die Bayerische Denkmalliste eingetragen.
Das Gebäude befindet sich in der Luitpoldstraße am nördlichen Ende des Platzes, umrahmt von weiteren denkmalgeschützte Bauwerken und unweit der Karmeliterkirche auf einer Höhe von 425 Metern über NHN.
Das im Kern spätgotische Bauwerk wurde 1821 sowie 1878/79  als Gasthaus und Brauerei Weißer Löwe neuerrichtet. Das Gebäude ist massiv, dreigeschossig und hat einen Walmdach. Der Kern ist spätgotisch.
Die Fassadenmalerei, darunter ein Fresko Kaiser Karls IV., stammt von Otto Michael Schmidt aus dem Jahre 1954. Heute befindet sich im Gebäude die Hauptgeschäftsstelle der VR Bank im südlichen Franken.